# Militära grader i den brittiska armén 1811
Militära grader i den brittiska armén 1811 visar de militära tjänstegraderna i den brittiska armén under slutet av napoleonkrigen.

## Generalitetet

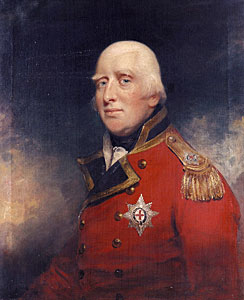
Fältmarskalk är även idag den högsta graden i den brittiska armén.

| Field Marshals and General Officers |
| ----------------------------------- |
| Field Marshal                       |
| General                             |
| Lieutenant-General                  |
| Major-General                       |
| Brigadier-General                   |

- Källa: [1]

## Beridna och anspända förband

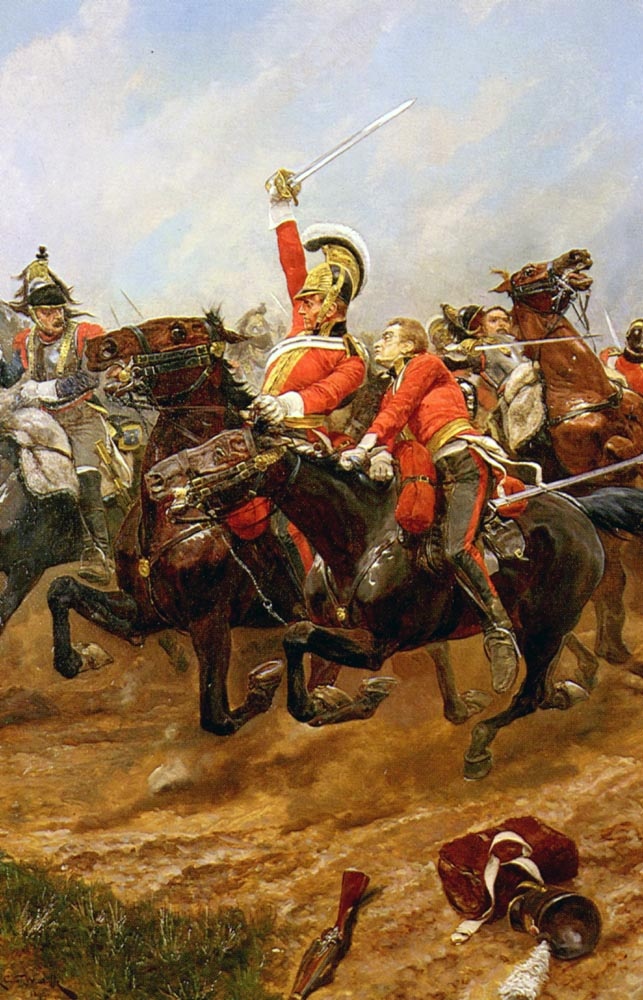
Livgardet till häst anfaller under slaget vid Waterloo.

Det fanns tre gradsystem för de beridna och anspända förbanden. Det var (1) de två hästgardesregementenas, (2) kavalleriets, dragonerna och det territoriella kavalleriets, och (3) trängens.
| Life Guards Royal Regiment of Horse Guards | Dragoon Guards Dragoons Fencible Cavalry | Royal Wagon Train  |
| ------------------------------------------ | ---------------------------------------- | ------------------ |
| Colonel                                    | Colonel                                  | Colonel Commandant |
| Lieutenant Colonel                         | Lieutenant Colonel                       | Lieutenant Colonel |
| Major                                      | Major                                    | Major              |
| Captain                                    | Captain                                  | Captain            |
| Lieutenant                                 | Lieutenant                               | Lieutenant         |
| Cornet                                     | Cornet                                   | Cornet             |
| Quartermaster                              | Quartermaster                            | Quartermaster      |
| Corporal Major                             | Serjeant Major                           | Serjeant Major     |
| Corporal                                   | Serjeant                                 | Serjeant           |
| -                                          | Corporal                                 | Corporal           |
| Private                                    | Private                                  | Private            |

Alla kvartermästare var Warrant Officers, utom vid Royal Regiment of Horse Guards.
- Källa: [1]

## Fottrupper

Gradbeteckningen för en överste i linjeinfanteriet utgjordes sedan 1810 av två epåletter med buljoner samt en krona över Bathordens stjärna.

Det fanns likaledes tre militära gradsystem för fottrupperna, (1) fotgardesregementenas, (2) linjeinfanteriets, territorialinfanteriets och lantvärnets, samt (3) fältarbetskårens.
| Foot Guards            | Infantry of the Line Fencible Infantry Militia | Royal Staff Corps                                     |
| ---------------------- | ---------------------------------------------- | ----------------------------------------------------- |
| Colonel                | Colonel                                        | -                                                     |
| Lieutenant Colonel     | Lieutenant Colonel                             | Lieutenant Colonel Commandant Lieutenant Colonel      |
| Major                  | Major                                          | Major                                                 |
| Captain                | Captain                                        | Captain                                               |
| Lieutenant             | Lieutenant                                     | Lieutenant                                            |
| Ensign                 | Ensign                                         | Ensign                                                |
| Quartermaster          | Quartermaster                                  | Quartermaster                                         |
| Serjeant Major         | Serjeant Major                                 | Serjeant Major                                        |
| Quartermaster Serjeant | Quartermaster Serjeant                         | Quartermaster Serjeant                                |
| Serjeant               | Serjeant                                       | Serjeant Overseer                                     |
| Corporal               | Corporal                                       | -                                                     |
| Private                | Private                                        | Private 1st Class Private 2nd Class Private 3rd Class |

1. ↑  Rang som överstelöjtnant i armén
2. ↑  Rang som kapten i armén

Alla kvartermästare var Warrant Officers
- Källa: [1]

## Arméns fältläkarstat
Army Medical Department hade olika gradsystem för (1) chefsläkare (2) regementsläkare (med olika varianter för fotgardena, kavalleriet och infanteriet), (3) stabsläkare och lasarettsläkare. 
| Superintending Surgeons             | Regimental Surgeons Foot Guards | Regimental Surgeons Cavalry | Regimental Surgeons Infantry | Staff and Hospitals                                   | Vederlike med                 |
| ----------------------------------- | ------------------------------- | --------------------------- | ---------------------------- | ----------------------------------------------------- | ----------------------------- |
| Director General                    | -                               | -                           | -                            | -                                                     | Ingen fastställd tjänsteklass |
| Inspector General of Army Hospitals | -                               | -                           | -                            | -                                                     | Ingen fastställd tjänsteklass |
| Principal Inspectors                | -                               | -                           | -                            | -                                                     | Ingen fastställd tjänsteklass |
|                                     | -                               | -                           | -                            | Inspector of Hospitals                                | Ingen fastställd tjänsteklass |
|                                     | -                               | -                           | -                            | Deputy Inspector of Hospitals Physician Staff Surgeon | Ingen fastställd tjänsteklass |
|                                     | Surgeon-Major                   | Surgeon                     | Surgeon                      | Apothecary Purveyor                                   | Captain                       |
|                                     | Batallion Surgeon               | Assistant Surgeon           | -                            | Deputy Purveyor                                       | Lieutenant                    |
|                                     | Assistant Surgeon               | -                           | Assistant Surgeon            | Hospital Mate for General Service                     | Ensign                        |
|                                     | -                               | -                           | -                            | Hospital Mate for Temporary Service                   | Ingen fastställd tjänsteklass |

1. ↑  Vederlike med överstelöjtnant i armén
2. ↑  Lasarettskommissarie
3. ↑  Vederlike med kapten i armén
4. ↑  Warrant Officer

- Källa: [2]

## Tygkollegiets förband

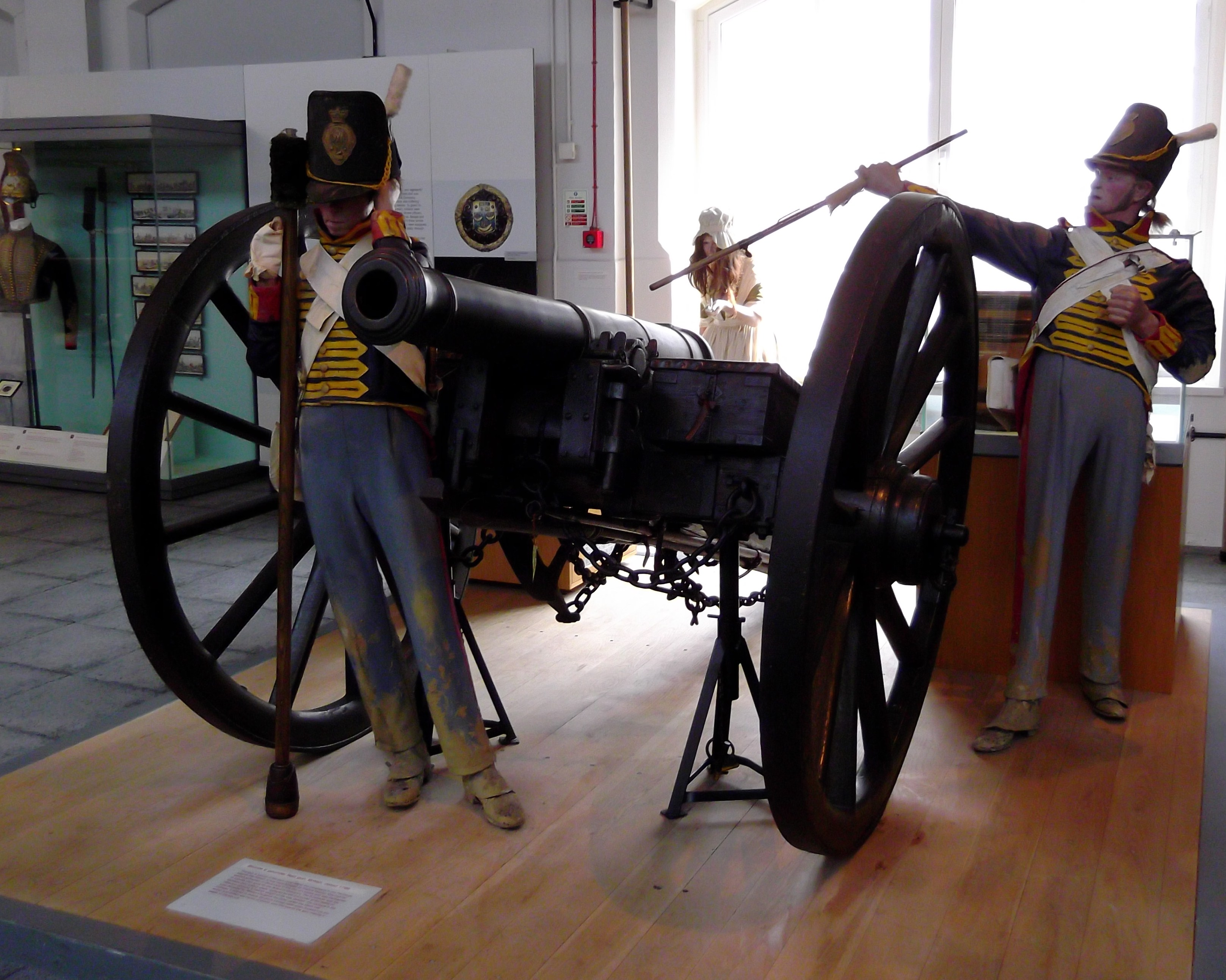
De trupper som tillhörde Board of Ordnance bar blå uniformer, något som tidvis gav upphov till pinsamma och farliga förväxlingar under napoleonkrigen.

Det fanns fyra gradsystem för de förband som lydde under Board of Ordnance, (1) artilleriets, (2) fortifikationens, (3) artillerikuskkårens och (4) militärhantverkarkårens.
| Royal Regiment of Artillery                  | Royal Engineers    | Corps of Royal Artillery Drivers | Corps of Royal Military Artificers |
| -------------------------------------------- | ------------------ | -------------------------------- | ---------------------------------- |
| Colonel Colonel Commandant                   | Colonel            | -                                | -                                  |
| Lieutenant Colonel Second Lieutenant Colonel | Lieutenant Colonel | -                                | -                                  |
| -                                            | Major              | Major                            | -                                  |
| Captain                                      | Captain            | Captain Commissary               | -                                  |
| Second Captain                               | Second Captain     | -                                | -                                  |
| First Lieutenant                             | First Lieutenant   | First Lieutenant Commissary      | -                                  |
| Second Lieutenant                            | Second Lieutenant  | Second Lieutenant Commissary     | Sub-Lieutenant                     |
| Quartermaster                                | -                  | Quartermaster Commissary         | -                                  |
| Serjeant Major                               | -                  | -                                | Serjeant Major                     |
| Quartermaster Serjeant                       | -                  | Staff Serjeant                   | -                                  |
| Serjeant                                     | -                  | Serjeant Conductor               | Serjeant                           |
| Corporal                                     | -                  | First Corporal                   | First Corporal                     |
| Bombardier                                   | -                  | Second Corporal                  | Second Corporal                    |
| -                                            | -                  | -                                | Artificer                          |
| Private                                      | -                  | Driver                           | Labourer                           |

1. ↑  Warrant Officer
2. ↑  Warrant Officer

- Källa: [1]

Underlöjtnantsgraden i militärhantverkarkåren inrättades 1806. Den hade rang efter sekundlöjtnanter vid fortifikationen, men med sekundlöjtnanter vid linjeregementena efter fullmaktsdatum. Denna grad innehades alltid av befordrade underofficerare. Kompanicheferna vid militärhantverkarkåren var kaptener vid fortifikationen.

## Tygkollegiets fältläkarstat
Ordnance Medical Department  hade ett enda gradsystem.
| Medical Establishment for the Military Department of the Ordnance | Vederlike med                 |
| ----------------------------------------------------------------- | ----------------------------- |
| Inspector General of Ordnance Hospitals                           | Ingen fastställd tjänsteklass |
| Surgeon General and Inspector                                     | Ingen fastställd tjänsteklass |
| Principal Inspector                                               | Ingen fastställd tjänsteklass |
| Assistant Surgeon General and Deputy Inspector                    | Ingen fastställd tjänsteklass |
| Surgeon                                                           | Ingen fastställd tjänsteklass |
| Assistant Surgeon                                                 | Ingen fastställd tjänsteklass |
| Supernumerary Assistant Surgeon                                   | Ingen fastställd tjänsteklass |

1. ↑  Warrant Officer

- Källa: [6]